# TUBA (Protokoll)
TCP and UDP with Bigger Addresses (TUBA) war ein Konzept für eine mögliche Neugestaltung des IPv4-Protokolls, veröffentlicht im Jahr 1996. Diese Erweiterung sollte das Problem des zu kleinen Adressraumes für IP-Adressen im Internet lösen. Der Vorschlag basierte auf dem OSI "Connectionless Network Protocol" (CLNP). und war als TCP/UDP mit größeren IP-Adressen ausgestaltet.
TUBA ist in den RFCs (Request for Comments) #1347, #1526 und #1561 beschrieben – letztlich durchgesetzt hat sich aber der IPv6-Standard.